# Terim állomás
Terim (Daerim) a szöuli metró 2-es és 7-es vonalának állomása; Szöul Kuro-ku (Guro-gu), illetve Jongdungpho-ku (Yeongdeungpo-gu) kerületében található.

## Viszonylatok
| 2-es vonal                                                   | 2-es vonal | 2-es vonal                                                                             |
| ------------------------------------------------------------ | ---------- | -------------------------------------------------------------------------------------- |
| Kuro (Guro) Digitális Komplexum (külső oldal) Városháza felé | fő vonal   | Sindorim (belső oldal) Cshungdzsongno (Chungjeongno) vagy Kkacshiszan (Kkachisan) felé |
| 7-es vonal                                                   |            |                                                                                        |
| Sinphung (Sinpung) Csangam (Jangam) felé                     | 7-es vonal | Namguro Puphjong-ku cshong (Bupyeong-gu cheong) felé                                   |